# K. V. Skuherský, továrna na nábytek
K. V. Skuherský, továrna na nábytek byla královéhradecká nábytkářská firma, která fungovala v letech 1895–1948.

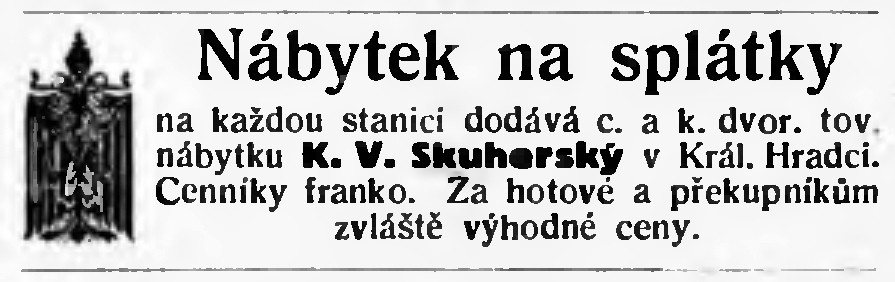
Inzerát firmy Skuherský, Hradec Králové, 1910

## Historie

### Zakladatel firmy
Zakladatelem závodu byl Karel Vojtěch Skuherský (27. listopadu 1865 Hradec Králové – 7. ledna 1930 Hradec Králové). Byl synem královéhradeckého obchodníka Karla Skuherského a jeho manželky Žofie, rozené Rajské. Navštěvoval královéhradecké gymnázium, ale otec jej určil k budoucímu převzetí jeho závodu. Vyučil se pozlacovačství. Poté byl zaměstnán v Brně a ve Vídni, kde navštěvoval obchodní školu, a ve velkých obchodních domech v Drážďanech, Vratislavi, Berlíně, Hamburku aj. V roce 1895 převzal po smrti otce nepatrný závod v Hradci Králové (K. V. Skuherský, výroba a sklad nábytku na Svatojanském náměstí, zal. 1860), který svojí pílí rozšířil tak, že mohl přistoupit ke stavbě továrny čp. 440-441 (dnešní Škroupova ulice), 

### Výrobní sortiment
Firma Skuherský, která ve 30. letech zaměstnávala na 205 dělníků a ve městě postavila 26 domů, nebyla pouze výrobcem nábytku, ale velmi oceňovanou a kvalitní značkou. Jeho krásné ložnice, elegantní i moderní jídelny a obývací pokoje, couches, roztomilé jednotlivé kusy nábytku a praktické, soudobé kuchyně, byly známé nejen u nás, ale i v zahraničí. Potvrzením toho bylo v roce 1910 jmenování K. V. Skuherského rytířem řádu Božího hrobu a vyznamenání zlatým křížem tohoto řádu, ale i různá ocenění z mezinárodních výstav (zlatá medaile a čestný kříž z mezinárodní výstavy umění v hospodářství v Bruselu 1906). Téhož roku mu bylo na schůzi městské rady povoleno užívat továrnu v bloku VIII, jejíž stavba začala v roce 1909, a v následujícím roce byla povolena adaptace domu čp. 285 na skladiště. Od roku 1921 měla továrna nejmodernější sušárny dřeva. To se nejprve vyvařilo, čímž se vylouhovaly různé škodliviny. Poté se sušilo stupňovaným teplem až na 95 °C.
Samozřejmostí byla prezentační činnost na různých výstavách, např. 30. července – 30. srpna 1899 na Krajinské výstavě v Červeném Kostelci, 22. července – 19. srpna 1934 na Podkrkonošské výstavě českého odboje, práce a svérázu kraje v Hořicích v Podkrkonoší. Podporou odbytu se také stal prodej nábytku na splátky.

### Sociální problémy
Velkým problémem však byla špatná komunikace s dělnictvem, jež mnohokrát stávkovalo a konkurence tak přebírala stávající i nové zákazníky firmy. Nejdelší stávka v roce 1921 trvala 12 týdnů.Dělnictvo tehdy nežádalo nic jiného, než uznání všeobecně platné pracovní a mzdové smlouvy kolektivní. Oprávněnost požadavků utvrzuje též fakt, že stávky se solidárně zúčastnilo 25 učňů a 3 mistři. Podnikatel však zareagoval tak, že za sklo svého výkladu umístil vyhlášku, v níž oznámil, které dělníky opět do práce přijme a dal ultimátum, že kdo do 27. září nenastoupí práci, nebude již více přijat. Uveřejněním těchto jmen chtěl zanést rozkol mezi stávkující, což se mu částečně povedlo. Přesto nakonec musela ustoupit firma a přistoupit na podmínky stávkujících. 6. listopadu 1933 se zase uskutečnila jednohodinová demonstrativní stávka. K těmto problémům připočítejme ještě to, že vlastník firmy ve svých domech požadoval po dělnících takové nájemné, že mnozí se ho museli vzdát, prostě nedokázali na něj vydělat a ještě se u toho uživit.

### Po smrti zakladatele
Ztrátou pro firmu byla smrt zakladatele 7. ledna 1930, ale podnik se úspěšně rozvíjel i pod jeho nástupci. Nový šéf firmy K. V. Skuherský byl ještě téhož roku jmenován komorním radou. V roce 1934 zde pracovalo zařízení Conweyor. Univerzální pohyblivý montážní pás byl v té době jediným na světě.[zdroj?] Závod neochromil ani požár ve strojovně 22. února 1937. Přečkal i německou okupaci a hned po osvobození se dostal pod národní správu. Jeho vlastník naopak mířil za svoji protektorátní činnost před lidový soud. V roce 1946 bylo navíc rozhodnuto, že výroba bude orientována výhradně na produkci kancelářských stolů. O 2 roky později se podnik vyhláškou ministra průmyslu stal závodem Spojených UP závodů, národního podniku, čímž zanikl.